# Белоки (село)
Белоки (укр. Білоки) — село в Самборской городской общине Самборского района Львовской области Украины.
Занимает площадь 0,016 км². Почтовый индекс — 81460. Телефонный код — 3236.